# Familia Acciaioli

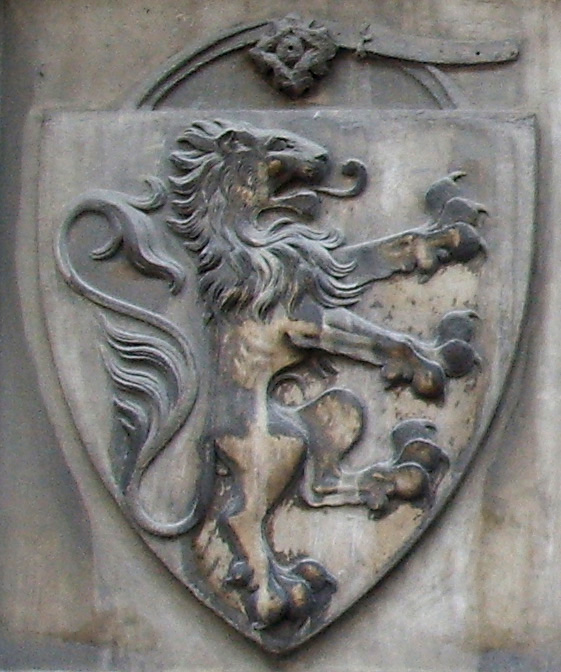
Escudo de armas, en la catedral de Santa Maria Novella.

Los Acciaioli, Acciaiuoli o Acciajuoli fueron una importante familia de Florencia. El apellido se escribe también Acciaioli, Accioly y Accioli en Portugal y Brasil, donde hay ramas de ella. 

## Historia
Los descendientes pueden trazarse en una línea ininterrumpida desde un tal Gugliarello Acciaioli en el siglo XII; la leyenda familiar dice que Gugliarello (un nombre posiblemente derivado del italiano guglia, aguja) emigró desde Brescia a Florencia en 1160 porque eran güelfos y huyeron de la invasión de Federico Barbarroja del Norte de Italia. Los Acciaioli fundaron una poderosa banca en el siglo XIII (Compagna di Ser Leone degli Acciaioli e de' suoi consorti) que tuvo ramas desde Grecia a Europa Occidental. El obispo Angiolo Acciaioli gobernó brevemente en Florencia a mediados del siglo XIV después de la deposición de Gualterio de Brienne. Más tarde se relacionaron con los Albizzi y luego con los Médici antiguos, en el siglo XV. Desde alrededor de 1390 a 1460 gobernaron el Ducado de Atenas y tuvieron estrechos vínculos con la rama más moderna de los Médici a través del matrimonio de Laudomia Acciaioli con Pierfrancesco de' Medici, de quienes descendían los posteriores Grandes Duques de Toscana, así como otras varias casas reales.
Simone Acciaioli emigró en 1515 a la isla de Madeira donde representó los intereses comerciales de la familia. La familia Accioly o Accioli portuguesa y brasileña desciende de él.

## Miembros de la familia
- Angelo Acciaioli I (1298–1357), obispo
- Angelo Acciaioli II (1349–1408), cardenal
- Angelo Acciaioli di Cassano (fallecido en 1467), diplomático
- Antonio I Acciaiuoli (fallecido en 1425), Duque de Atenas
- Antonio II Acciaiuoli (fallecido en 1445), Duque de Atenas
- Donato Acciaioli (1428–1478), erudito
- Francesco I Acciaiuoli (floruit 1451–1453), Duque de Atenas
- Francesco II Acciaiuoli (fallecido en 1460), último Duque de Atenas
- Giovanni Acciaioli (floruit 1422), arzobispo de Tebas
- Nerio I Acciaiuoli (fallecido en 1394), primer Acciaioli Duque de Atenas
- Nerio II Acciaiuoli (fallecido en 1451), dos veces Duque de Atenas
- Niccolò Acciaioli (1310–1365), soldado y hombre de estado
- Zanobi Acciaioli (1461-1519), fraile dominico y erudito